# اوآز (رود)
 اوآز (به فرانسوی: Oise) رودی است که از استان انو سرچشمه می‌گیرد و به سن می‌ریزد. این رود از کشورهای فرانسه و بلژیک می‌گذرد.